# Norma Cruz

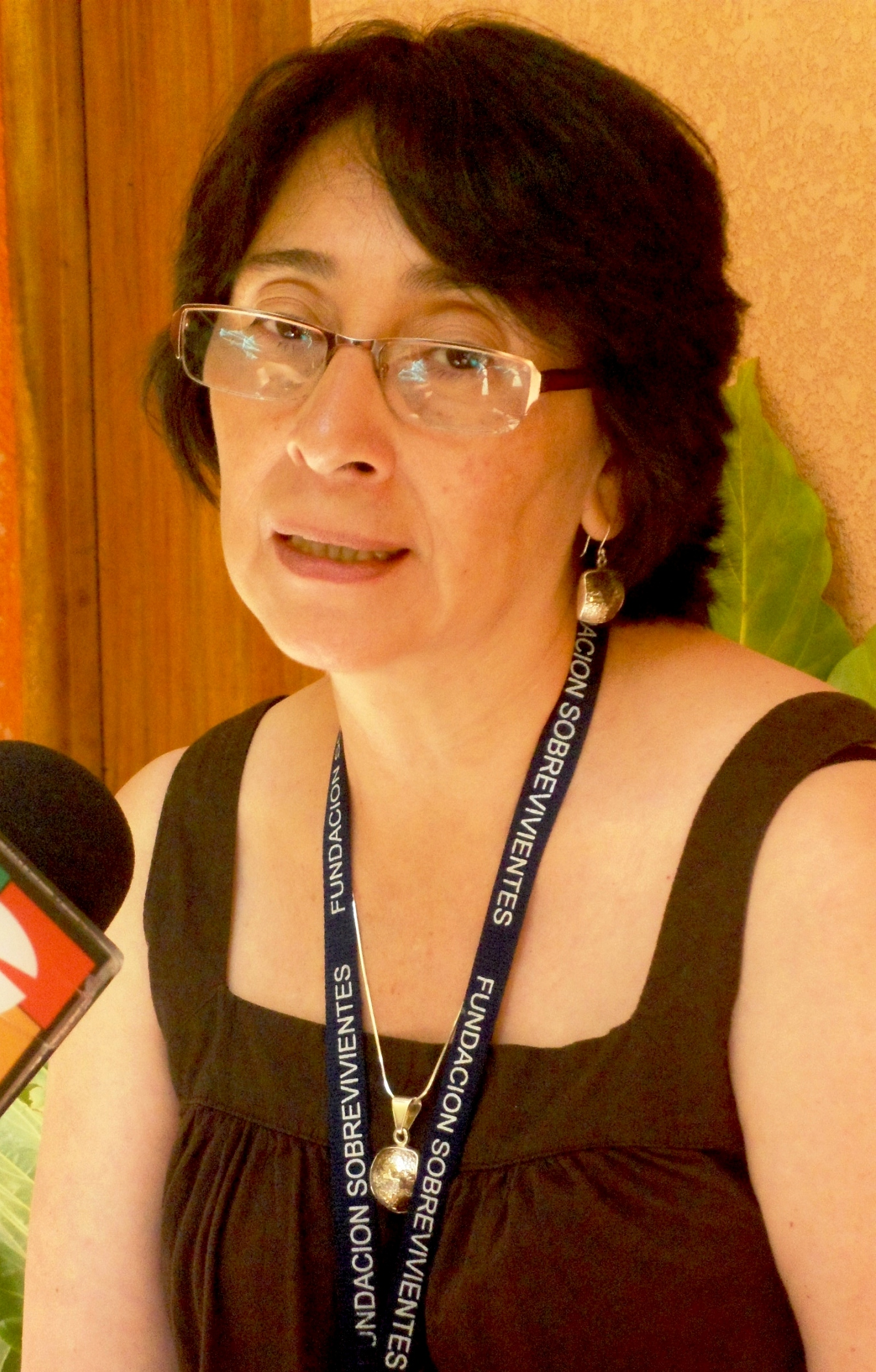
Norma Cruz

Norma Cruz (Guatemala-Stad, september 1962) is een Guatemalteekse mensenrechtenactiviste die bekend staat om haar werk dat geweld tegen vrouwen documenteert.

## Carrière
Norma Cruz is een mensenrechtenactiviste. Zij is een van de oprichters van Fundación Sobrevivientes, een organisatie voor de rechten van de vrouw in Guatemala-Stad. De organisatie is opgericht op 3 juli 1996. De organisatie streeft naar "emotionele, sociale, en juridische ondersteuning aan honderden vrouwelijke slachtoffers die op zoek zijn naar gerechtigheid en bescherming".

## Bedreigingen
Sinds mei 2009 krijgt Norma Cruz herhaalde moord- en verkrachtingsdreigementen via sms en telefoon; haar familie heeft ook bedreigingen ontvangen. Hoewel de Guatemalteekse regering haar politiebescherming heeft geboden, zijn de dreigementen naar verluidt voortgezet, waardoor Amnesty International haar werk in 2011 een "prioriteitszaak" noemde. In maart 2011 werd een kantoor van haar organisatie beschadigd door een Molotovcocktail, niemand raakte gewond tijdens de aanval.

## Prijzen en onderscheidingen
In 2009 kreeg Norma Cruz de International Woman of Courage-onderscheiding van het Amerikaanse Ministerie van Buitenlandse zaken; ze werd geprezen voor haar werk en diende als 'een inspiratie en symbool van moed en hoop voor vrouwen in Guatemala en vrouwen overal die werken aan positieve verandering'. Ze ontving de prijs van de toenmalige Amerikaanse minister van buitenlandse zaken Hillary Clinton en First Lady Michelle Obama.